# سارا لومهولت
سارا لومهولت (به انگلیسی: Sara Lumholdt) (زاده ۲۵ اکتبر ۱۹۸۴) خواننده سوئدی است.